# Liste der Stolpersteine in Hamminkeln
Die Liste der Stolpersteine in Hamminkeln enthält die Stolpersteine, die im Rahmen des gleichnamigen Kunst-Projekts von Gunter Demnig in Hamminkeln verlegt wurden. Mit ihnen soll an die Opfer des Nationalsozialismus erinnert werden, die in Hamminkeln lebten und wirkten.

## Liste der Stolpersteine

### Brünen
| Name            | Adresse             | Bild | Inschrift | Verlegedatum | Biografie und Anmerkungen |
| --------------- | ------------------- | --- | --- | ------------ | ------------------------- |
| Aron Wertheim   | Weseler Straße 59 · | Bild gesucht Der Benutzer GeorgDerReisende ( Diskussion ) wünscht sich an dieser Stelle ein Bild vom Ort mit diesen Koordinaten 51.726472 6.68278 . Motiv: Stolpersteine für die Familie Wertheim, die Lage und das Haus Falls du dabei helfen möchtest, erklärt die Anleitung , wie das geht. BW | Hier wohnte Aron Wertheim Jg. 1872 Flucht Holland interniert Westerbork deportiert 1943 Sobibor ermordet 9.4.1943        | 7. März 2018 |                           |
| Hulda Wertheim  | Weseler Straße 59 · | Bild gesucht Die Wikipedia wünscht sich an dieser Stelle ein Bild vom hier behandelten Ort. Falls du dabei helfen möchtest, erklärt die Anleitung , wie das geht. BW | Hier wohnte Hulda Wertheim geb. Sonder Jg. 1874 Flucht Holland interniert Westerbork deportiert 1943 ermordet in Sobibor | 7. März 2018 |                           |
| Levi Wertheim   | Weseler Straße 59 · | Bild gesucht Die Wikipedia wünscht sich an dieser Stelle ein Bild vom hier behandelten Ort. Falls du dabei helfen möchtest, erklärt die Anleitung , wie das geht. BW | Hier wohnte Levi Wertheim Jg. 1865 drangsaliert/gedemütigt tot 30.4.1938                                                 | 7. März 2018 |                           |
| Paul Wertheim   | Weseler Straße 59 · | Bild gesucht Die Wikipedia wünscht sich an dieser Stelle ein Bild vom hier behandelten Ort. Falls du dabei helfen möchtest, erklärt die Anleitung , wie das geht. BW | Hier wohnte Paul Wertheim Jg. 1915 deportiert 1941 Riga ermordet                                                         | 7. März 2018 |                           |
| Selma Wertheim  | Weseler Straße 59 · | Bild gesucht Die Wikipedia wünscht sich an dieser Stelle ein Bild vom hier behandelten Ort. Falls du dabei helfen möchtest, erklärt die Anleitung , wie das geht. BW | Hier wohnte Selma Wertheim geb. Jakob Jg. 1877 deportiert 1941 Riga ermordet                                             | 7. März 2018 |                           |
| Walter Wertheim | Weseler Straße 59 · | Bild gesucht Die Wikipedia wünscht sich an dieser Stelle ein Bild vom hier behandelten Ort. Falls du dabei helfen möchtest, erklärt die Anleitung , wie das geht. BW | Hier wohnte Walter Wertheim Jg. 1904 'Schuthaft' 1938 Dachau deportiert 1941 Riga ermordet                               | 7. März 2018 |                           |

### Hamminkeln
| Name                   | Adresse           | Bild | Inschrift                                                                                                 | Verlegedatum  | Biografie und Anmerkungen |
| ---------------------- | ----------------- | --- | --- | ------------- | ------------------------- |
| Siegmund Marchand      | Brüner Straße 8 · | Bild gesucht Der Benutzer GeorgDerReisende ( Diskussion ) wünscht sich an dieser Stelle ein Bild vom Ort mit diesen Koordinaten 51.730311 6.593062 . Motiv: Stolperstein für die Familie Marchand, die Lage und das Haus Falls du dabei helfen möchtest, erklärt die Anleitung , wie das geht. BW | Hier wohnte Siegmund Marchand Jg. 1867 deportiert 1942 Theresienstadt ermordet 27.8.1942                  | 10. Nov. 2010 |                           |
| Judith Sophia Marchand | Brüner Straße 8 · | Bild gesucht Die Wikipedia wünscht sich an dieser Stelle ein Bild vom hier behandelten Ort. Falls du dabei helfen möchtest, erklärt die Anleitung , wie das geht. BW | Hier wohnte Judith Sophia Marchand geb. Dublon Jg. 1864 deportiert 1942 Theresienstadt ermordet 1.10.1942 | 10. Nov. 2010 |                           |
| Rosa Arens             | Brüner Straße 8 · | Bild gesucht Die Wikipedia wünscht sich an dieser Stelle ein Bild vom hier behandelten Ort. Falls du dabei helfen möchtest, erklärt die Anleitung , wie das geht. BW | Hier wohnte Rosa Arens geb. Marchand Jg. 1901 deportiert 1942 Łodz ermordet                               | 10. Nov. 2010 |                           |
| Henny Leyser-Kaufmann  | Brüner Straße 8 · | Bild gesucht Die Wikipedia wünscht sich an dieser Stelle ein Bild vom hier behandelten Ort. Falls du dabei helfen möchtest, erklärt die Anleitung , wie das geht. BW | Hier wohnte Henny Leyser-Kaufmann geb. Marchand Jg. 1902 deportiert 1941 Riga ermordet 10.12.1941         | 10. Nov. 2010 |                           |
| Erna Marchand          | Brüner Straße 8 · | Bild gesucht Die Wikipedia wünscht sich an dieser Stelle ein Bild vom hier behandelten Ort. Falls du dabei helfen möchtest, erklärt die Anleitung , wie das geht. BW | Hier wohnte Erna Marchand Jg. 1904 deportiert 1940 Stutthof ermordet                                      | 10. Nov. 2010 |                           |
| Kurt Marchand          | Brüner Straße 8 · | Bild gesucht Die Wikipedia wünscht sich an dieser Stelle ein Bild vom hier behandelten Ort. Falls du dabei helfen möchtest, erklärt die Anleitung , wie das geht. BW | Hier wohnte Kurt Marchand Flucht 1936 Argentinien Flucht in den Tod                                       | 10. Nov. 2010 |                           |
| Salomon Marchand       | Marktstraße 17 ·  | Bild gesucht Der Benutzer GeorgDerReisende ( Diskussion ) wünscht sich an dieser Stelle ein Bild vom Ort mit diesen Koordinaten 51.730847 6.590074 . Motiv: Stolperstein für die Familie Marchand, die Lage und das Haus Falls du dabei helfen möchtest, erklärt die Anleitung , wie das geht. BW | Hier wohnte Salomon Marchand Jg. 1880 deportiert Riga ermordet                                            | 10. Nov. 2010 |                           |
| Jenny Marchand         | Marktstraße 17 ·  | Bild gesucht Die Wikipedia wünscht sich an dieser Stelle ein Bild vom hier behandelten Ort. Falls du dabei helfen möchtest, erklärt die Anleitung , wie das geht. BW | Hier wohnte Jenny Marchand geb. Hartog Jg. 1893 deportiert Riga ermordet                                  | 10. Nov. 2010 |                           |
| Hannelore Hartog       | Marktstraße 17 ·  | Bild gesucht Die Wikipedia wünscht sich an dieser Stelle ein Bild vom hier behandelten Ort. Falls du dabei helfen möchtest, erklärt die Anleitung , wie das geht. BW | Hier wohnte Hannelore Hartog Jg. 1929 deportiert Riga ermordet                                            | 10. Nov. 2010 |                           |
| Erich Marchand         | Marktstraße 20 ·  | Bild gesucht Der Benutzer GeorgDerReisende ( Diskussion ) wünscht sich an dieser Stelle ein Bild vom Ort mit diesen Koordinaten 51.730807 6.589476 . Motiv: Stolperstein für die Familie Marchand, die Lage und das Haus Falls du dabei helfen möchtest, erklärt die Anleitung , wie das geht. BW | Hier wohnte Erich Marchand Jg. 1903 Flucht Argentinien überlebt                                           | 10. Nov. 2010 |                           |
| Ilse Marchand          | Marktstraße 20 ·  | Bild gesucht Die Wikipedia wünscht sich an dieser Stelle ein Bild vom hier behandelten Ort. Falls du dabei helfen möchtest, erklärt die Anleitung , wie das geht. BW | Hier wohnte Ilse Marchand Jg. 1904 Flucht Palästina überlebt                                              | 10. Nov. 2010 |                           |
| Helmut Marchand        | Marktstraße 20 ·  | Bild gesucht Die Wikipedia wünscht sich an dieser Stelle ein Bild vom hier behandelten Ort. Falls du dabei helfen möchtest, erklärt die Anleitung , wie das geht. BW | Hier wohnte Helmut Marchand Jg. 1904 Flucht 1939 USA überlebt                                             | 10. Nov. 2010 |                           |
| Ludwig Marchand        | Marktstraße 20 ·  | Bild gesucht Die Wikipedia wünscht sich an dieser Stelle ein Bild vom hier behandelten Ort. Falls du dabei helfen möchtest, erklärt die Anleitung , wie das geht. BW | Hier wohnte Ludwig Marchand Jg. 1906 deportiert Richtung Osten ermordet 1943                              | 10. Nov. 2010 |                           |
| Heinz Jacob Marchand   | Marktstraße 20 ·  | Bild gesucht Die Wikipedia wünscht sich an dieser Stelle ein Bild vom hier behandelten Ort. Falls du dabei helfen möchtest, erklärt die Anleitung , wie das geht. BW | Hier wohnte Heinz Jacob Jg. 1912 Flucht Argentinien überlebt                                              | 10. Nov. 2010 |                           |

### Marienthal
| Name            | Adresse                  | Bild | Inschrift | Verlegedatum | Biografie und Anmerkungen |
| --------------- | ------------------------ | --- | --- | ------------ | ------------------------- |
| Josepha Rölfing | An der Klosterkirche 4 · | Bild gesucht Der Benutzer GeorgDerReisende ( Diskussion ) wünscht sich an dieser Stelle ein Bild vom Ort mit diesen Koordinaten 51.731441 6.736296 . Motiv: Stolperstein für Josepha Rölfing, die Lage und das Haus Falls du dabei helfen möchtest, erklärt die Anleitung , wie das geht. BW | Hier wohnte Josepha Rölfing geb. Hartmann Jg. 1919 seit 1941 verschiedene Heilanstalten 'verlegt' Heilanstalt Hadamar ermordet 28.11.1944 | 7. März 2018 |                           |

### Ringenberg
| Name                | Adresse          | Bild | Inschrift                                                                        | Verlegedatum | Biografie und Anmerkungen |
| ------------------- | ---------------- | --- | -------------------------------------------------------------------------------- | ------------ | ------------------------- |
| Isaak Marchand      | Hauptstraße 32 · | Bild gesucht Der Benutzer GeorgDerReisende ( Diskussion ) wünscht sich an dieser Stelle ein Bild vom Ort mit diesen Koordinaten 51.742823 6.612808 . Motiv: Stolperstein für die Familie Marchand, die Lage und das Haus Falls du dabei helfen möchtest, erklärt die Anleitung , wie das geht. BW | Hier wohnte Isaak Marchand Jg. 1859 tot 23.2.1942                                | 1. Dez. 2009 |                           |
| Bertha Marchand     | Hauptstraße 32 · | Bild gesucht Die Wikipedia wünscht sich an dieser Stelle ein Bild vom hier behandelten Ort. Falls du dabei helfen möchtest, erklärt die Anleitung , wie das geht. BW | Hier wohnte Bertha Marchand Jg. 1881 deportiert 1942 Izbica ermordet             | 1. Dez. 2009 |                           |
| Franziska Marchand  | Hauptstraße 32 · | Bild gesucht Die Wikipedia wünscht sich an dieser Stelle ein Bild vom hier behandelten Ort. Falls du dabei helfen möchtest, erklärt die Anleitung , wie das geht. BW | Hier wohnte Franziska Marchand Jg. 1884 deportiert 1942 Theresienstadt ermordet  | 1. Dez. 2009 |                           |
| Moses Marchand      | Hauptstraße 38 · | Bild gesucht Der Benutzer GeorgDerReisende ( Diskussion ) wünscht sich an dieser Stelle ein Bild vom Ort mit diesen Koordinaten 51.743188 6.613707 . Motiv: Stolperstein für die Familie Marchand, die Lage und das Haus Falls du dabei helfen möchtest, erklärt die Anleitung , wie das geht. BW | Hier wohnte Moses Marchand Jg. 1863 deportiert 1942 Minsk ermordet               | 1. Dez. 2009 |                           |
| Wilhelmine Marchand | Hauptstraße 38 · | Bild gesucht Die Wikipedia wünscht sich an dieser Stelle ein Bild vom hier behandelten Ort. Falls du dabei helfen möchtest, erklärt die Anleitung , wie das geht. BW | Hier wohnte Wilhelmine Marchand Jg. 1853 deportiert 1942 Theresienstadt ermordet | 1. Dez. 2009 |                           |
| Sally Marchand      | Hauptstraße 38 · | Bild gesucht Die Wikipedia wünscht sich an dieser Stelle ein Bild vom hier behandelten Ort. Falls du dabei helfen möchtest, erklärt die Anleitung , wie das geht. BW | Hier wohnte Sally Marchand Jg. 1893 deportiert 1942 Majdanek ermordet            | 1. Dez. 2009 |                           |
| Betty Marchand      | Hauptstraße 38 · | Bild gesucht Die Wikipedia wünscht sich an dieser Stelle ein Bild vom hier behandelten Ort. Falls du dabei helfen möchtest, erklärt die Anleitung , wie das geht. BW | Hier wohnte Betty Marchand Jg. 1898 deportiert 1942 Izbica ermordet              | 1. Dez. 2009 |                           |